# Cochranella vozmedianoi
Cochranella vozmedianoi és una espècie de granota que viu a Veneçuela.